# Coelichneumon bacillus
Coelichneumon bacillus är en stekelart som beskrevs av Heinrich 1967. Coelichneumon bacillus ingår i släktet Coelichneumon och familjen brokparasitsteklar. Inga underarter finns listade i Catalogue of Life.